# Agrostis aequalis
Agrostis aequalis é uma espécie de gramínea do gênero Agrostis, pertencente à família Poaceae.